# بادي برادلي
بادي برادلي (بالإنجليزية: Paddy Bradley)‏ هو لاعب كرة القدم الغالية بريطاني، ولد في 23 مايو 1981.